# Ulster Grand Prix 1957
De Ulster Grand Prix 1957 was de vijfde en voorlaatste Grand Prix van wereldkampioenschap wegrace in het seizoen 1957. Voor het eerst werd de Ulster Grand Prix op één dag afgewikkeld, op zaterdag 10 augustus 1957 op het Dundrod Circuit, een stratencircuit in County Antrim. Het was de enige Grand Prix waar de zijspanklasse niet aan de start kwam. In deze Grand Prix werden de wereldtitels in de 350cc-, de 250cc- en de 125cc-klasse beslist. In de 500cc-klasse werd wel de constructeurstitel beslist in het voordeel van Gilera. In de 250cc-race debuteerde Tommy Robb.

## Algemeen
Bij de start van de Ulster Grand Prix had Libero Liberati nog maar 14 punten, omdat hij na de Belgische Grand Prix gediskwalificeerd was. In werkelijkheid, maar achteraf, had hij echter al 22 punten omdat zijn diskwalificatie in januari 1958 door de FIM werd teruggedraaid. Liberati werd dus al in Ulster wereldkampioen, maar dat wist op dat moment nog niemand. Geoff Duke kwam voor het eerst in dit seizoen aan de start na zijn ongeval tijdens een voorjaarsrace op Imola. Dat betekende dat Bob Brown zijn 500- en 350cc-Gilera's moest inleveren. Dave Chadwick had een goede dag door in de 350cc-klasse vijfde, in de 250cc-klasse tweede en in de 125cc-klasse vierde te worden.

## 500cc-klasse
De 500cc-race werd een groot succes voor Gilera, met de overwinning van Libero Liberati, de tweede plaats van Bob McIntyre en de derde plaats voor de herstelde Geoff Duke. John Surtees reed weliswaar de snelste ronde, maar viel uit, net als Keith Campbell met zijn Moto Guzzi Otto Cilindri. Voor MV Agusta werd Terry Shepherd zesde en Norton-coureur Keith Bryen kreeg voor de gelegenheid een Moto Guzzi Monocilindrica 500, waarmee hij vijfde werd. Gilera was nu zeker van de constructeurstitel, maar de wereldtitel was nog open omdat McIntyre nog kans had om Liberati te passeren. Dat kwam omdat Liberati in België gediskwalificeerd was. Uiteindelijk werd Liberati zonder dat hij het wist al wereldkampioen in Ulster, want zijn diskwalificatie werd begin 1958 door de FIM teruggedraaid.

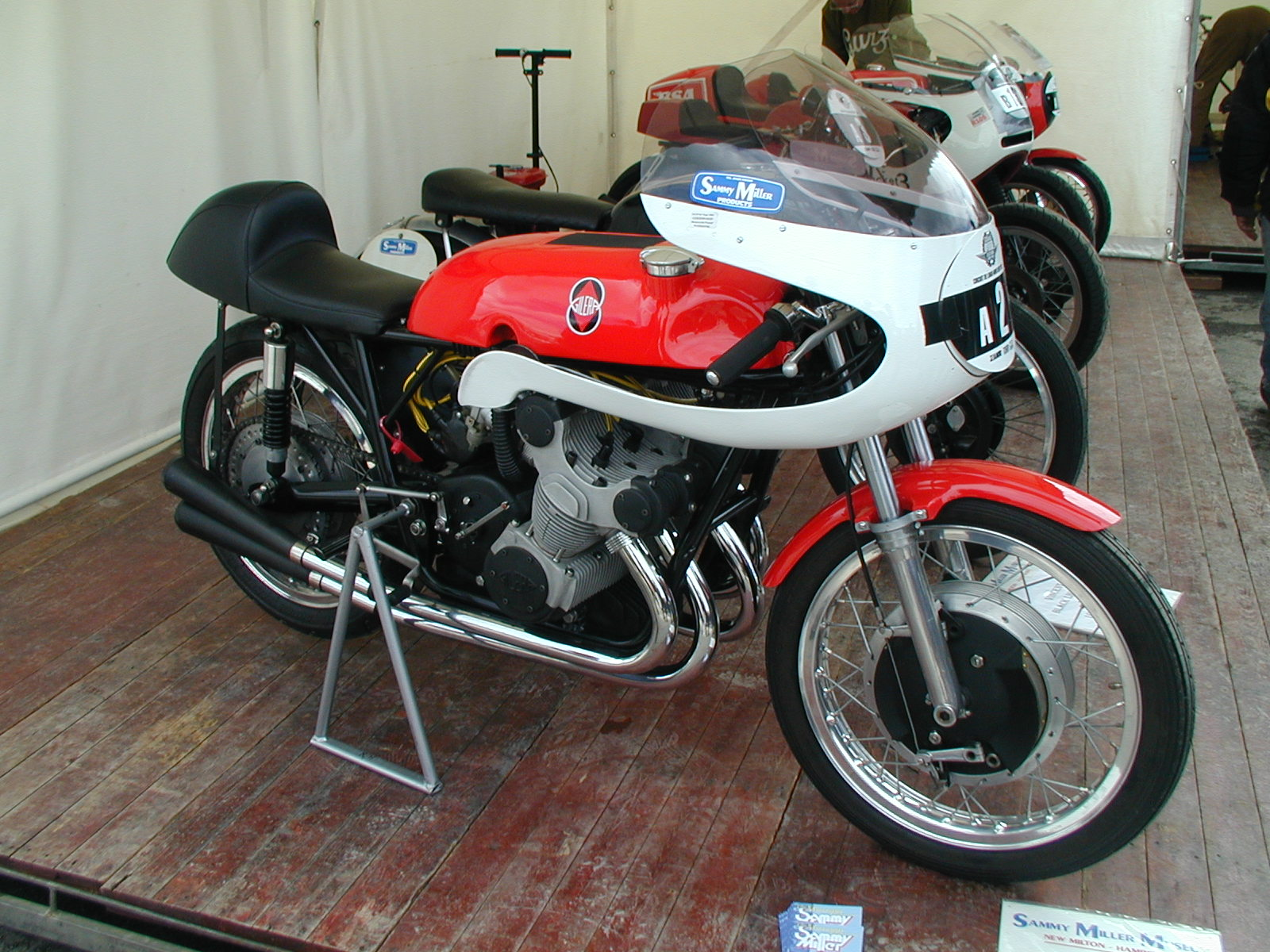
Gilera 500 4C

| Pos | Coureur         | Merk       | Tijd      | Punten |
| --- | --------------- | ---------- | --------- | ------ |
| 1   | Libero Liberati | Gilera     | 1:37"11'8 | 8      |
| 2   | Bob McIntyre    | Gilera     | + 37'2    | 6      |
| 3   | Geoff Duke      | Gilera     | + 59'2    | 4      |
| 4   | Geoff Tanner    | Norton     | + 2"58'2  | 3      |
| 5   | Keith Bryen     | Moto Guzzi | + 3"22'2  | 2      |
| 6   | Terry Shepherd  | MV Agusta  | + 4"27'2  | 1      |
| 7   | Robert Matthews | Norton     | + 1 ronde |        |
| 8   | Jimmy Buchan    | Norton     | + 1 ronde |        |
| 9   | John Clark      | Moto Guzzi | + 1 ronde |        |
| 10  | Jackie Wood     | Norton     | + 1 ronde |        |
| 11  | John Hempleman  | Norton     |           |        |
| 12  | Denis Christian | Matchless  |           |        |
| 13  | Fred Wallis     | BSA        |           |        |
| 14  | Ralph Rensen    | Norton     |           |        |
| 15  | Derek Powell    | Matchless  |           |        |
| 16  | Vernon Cottla   | Norton     |           |        |
| 17  | Dennis Chapman  | Norton     |           |        |
| 18  | Dick Thomson    | Matchless  |           |        |
| 19  | Jimmy Jones     | Norton     |           |        |
| 20  | Harry Lowe      | BSA        |           |        |
| 21  | Harry Grant     | BSA        |           |        |
| 22  | Martin Brosnan  | Norton     |           |        |
| 23  | Tommy Holmes    | BSA        |           |        |
| 24  | Jimmy Hayes     | AJS        |           |        |
| 25  | Bob Coulter     | BSA        |           |        |
| 26  | M. Hall         | Norton     |           |        |

| Coureur          | Merk       | Oorzaak |
| ---------------- | ---------- | ------- |
| Keith Campbell   | Moto Guzzi |         |
| Jack Brett       | Norton     |         |
| John Hartle      | Norton     |         |
| John Surtees     | MV Agusta  |         |
| Robert McCracken | Norton     |         |

| Coureur           | Merk       | Oorzaak      |
| ----------------- | ---------- | ------------ |
| Bob Brown         | Gilera     | Geen machine |
| Ernst Hiller      | BMW        |              |
| Hans-Günter Jäger | BMW        |              |
| Walter Zeller     | BMW        |              |
| Alan Trow         | Norton     |              |
| Derek Minter      | Norton     |              |
| Dickie Dale       | Moto Guzzi |              |
| Mike O'Rourke     | Norton     |              |
| Alfredo Milani    | Gilera     |              |
| Umberto Masetti   | MV Agusta  |              |

### Top tien tussenstand 500cc-klasse
| Pos | Coureur                          | Merk                | Ptn |
| --- | -------------------------------- | ------------------- | --- |
| 1   | Libero Liberati (wereldkampioen) | Gilera              | 30  |
| 2   | Bob McIntyre                     | Gilera              | 20  |
| 3   | John Surtees                     | MV Agusta           | 14  |
| 4   | Jack Brett                       | Norton              | 9   |
| 5   | Walter Zeller                    | BMW                 | 8   |
| 6   | Keith Bryen                      | Norton / Moto Guzzi | 7   |
| 7   | Dickie Dale                      | Moto Guzzi          | 6   |
| 8   | Bob Brown                        | Gilera              | 4   |
| 8   | Geoff Duke                       | Gilera              | 4   |
| 10  | Ernst Hiller                     | BMW                 | 3   |
| 10  | Derek Minter                     | Norton              | 3   |
| 10  | Terry Shepherd                   | MV Agusta           | 3   |
| 10  | Geoff Tanner                     | Norton              | 3   |

## 350cc-klasse
Met zijn overwinning in de 350cc-race stelde Keith Campbell de vijfde achtereenvolgende wereldtitel voor de Moto Guzzi Monocilindrica 350 zeker. Libero Liberati kon nog op hetzelfde puntenaantal komen, maar dan had hij minder overwinningen dan Campbell. Ook in deze klasse kreeg Keith Bryen een Moto Guzzi, waarmee hij tweede werd. Daarmee hielp hij Cambell aan de wereldtitel, want hij snoepte Liberati twee punten af.

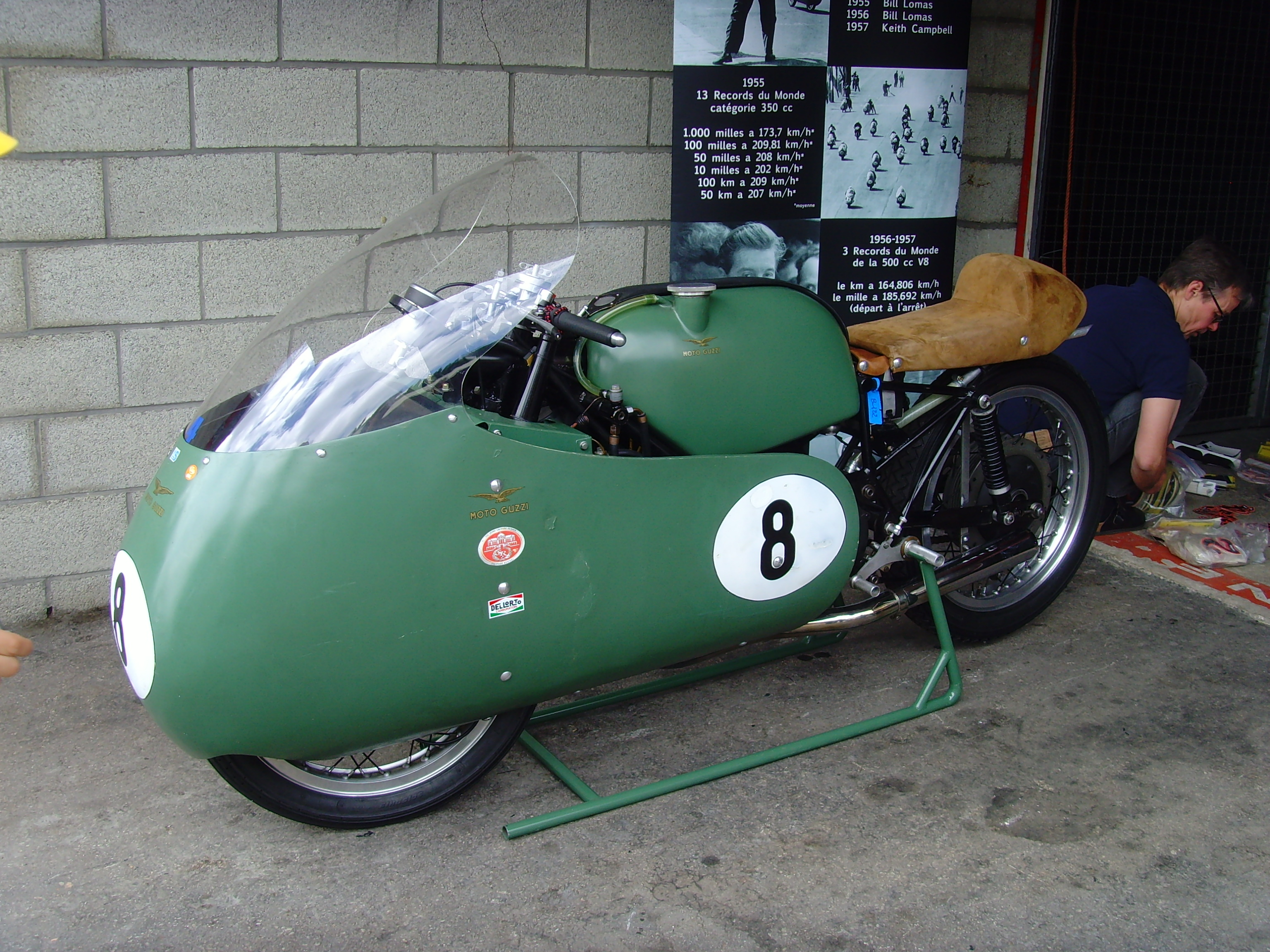
Moto Guzzi Monocilindrica 350

| Pos | Coureur         | Merk       | Tijd      | Punten |
| --- | --------------- | ---------- | --------- | ------ |
| 1   | Keith Campbell  | Moto Guzzi | 1:44"22"' | 8      |
| 2   | Keith Bryen     | Moto Guzzi |           | 6      |
| 3   | Libero Liberati | Gilera     |           | 4      |
| 4   | John Hartle     | Norton     |           | 3      |
| 5   | Dave Chadwick   | Norton     |           | 2      |
| 6   | Fron Purslow    | Norton     |           | 1      |

| Coureur      | Merk      | Oorzaak |
| ------------ | --------- | ------- |
| Bob McIntyre | Gilera    |         |
| Geoff Duke   | Gilera    |         |
| John Surtees | MV Agusta |         |

| Coureur   | Merk   | Oorzaak      |
| --------- | ------ | ------------ |
| Bob Brown | Gilera | Geen machine |

| Coureur          | Merk       |
| ---------------- | ---------- |
| Dick Thomson     | AJS        |
| Eric Hinton      | Norton     |
| Helmut Hallmeier | NSU        |
| Jack Brett       | Norton     |
| Adelmo Mandolini | Moto Guzzi |
| Alano Montanari  | MV Agusta  |
| Alfredo Milani   | Gilera     |
| Giuseppe Colnago | Moto Guzzi |
| Umberto Masetti  | MV Agusta  |
| Peter Murphy     | AJS        |

### Top tien tussenstand 350cc-klasse
| Pos | Coureur                         | Merk                | Ptn |
| --- | ------------------------------- | ------------------- | --- |
| 1   | Keith Campbell (wereldkampioen) | Moto Guzzi          | 30  |
| 2   | Libero Liberati                 | Gilera              | 22  |
| 3   | Bob McIntyre                    | Gilera              | 14  |
| 4   | Keith Bryen                     | Norton / Moto Guzzi | 12  |
| 5   | John Hartle                     | Norton              | 10  |
| 6   | Bob Brown                       | Gilera              | 6   |
| 7   | Alano Montanari                 | MV Agusta           | 5   |
| 8   | Helmut Hallmeier                | NSU                 | 4   |
| 9   | Umberto Masetti                 | MV Agusta           | 3   |
| 9   | John Surtees                    | MV Agusta           | 3   |
| 9   | Jack Brett                      | Norton              | 3   |

## 250cc-klasse
Bij de start van de 250cc-race stond Cecil Sandford al stevig aan de leiding van het wereldkampioenschap, maar door zijn overwinning was hij niet meer in te halen. Zijn stalgenoot een grootste concurrent Sammy Miller viel uit, net als Tarquinio Provini, Luigi Taveri en Remo Venturi. Daardoor konden privérijders met de toch wat verouderde NSU Sportmax veel punten scoren.

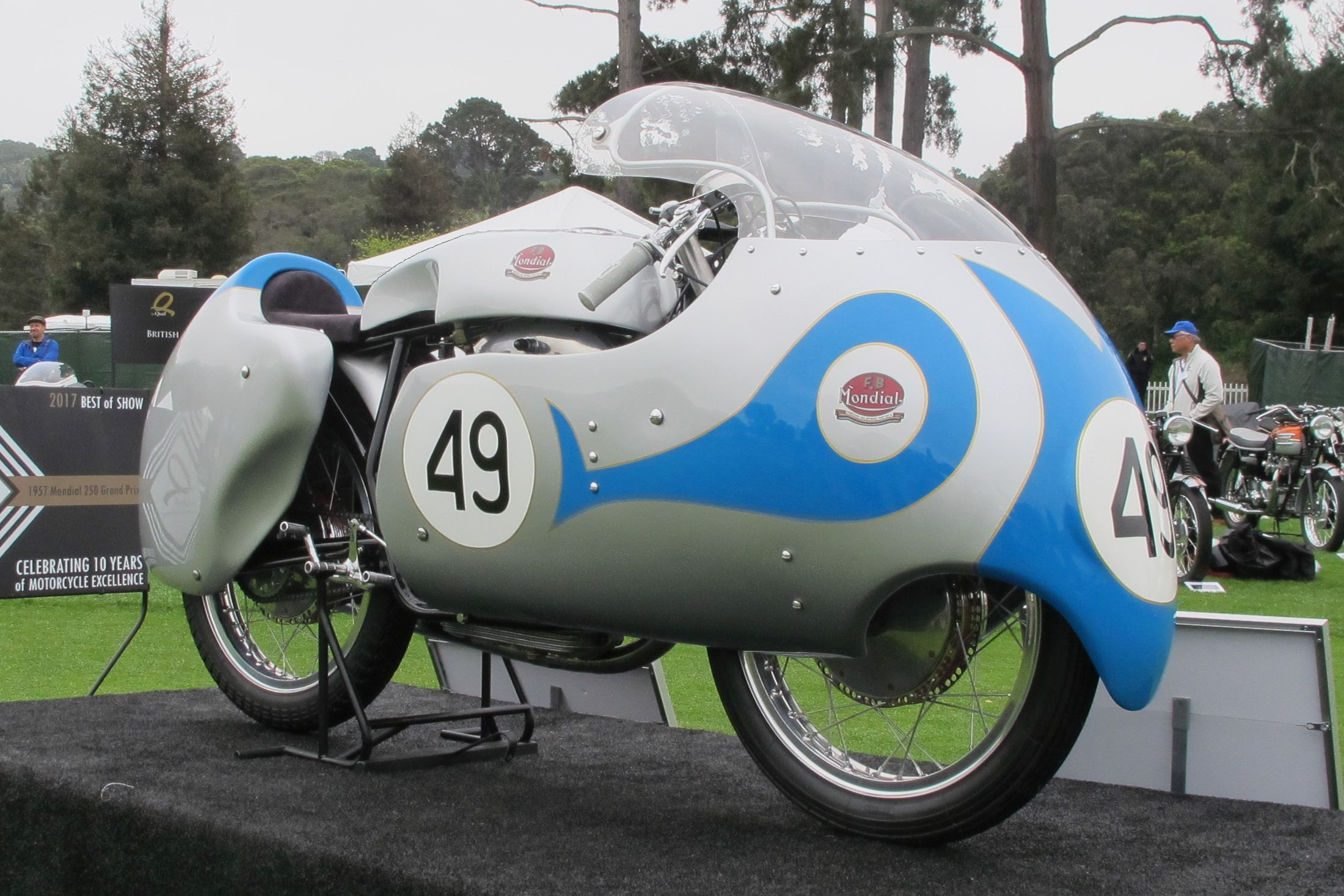
Mondial 250 Bialbero

| Pos | Coureur        | Merk      | Tijd     | Punten |
| --- | -------------- | --------- | -------- | ------ |
| 1   | Cecil Sandford | Mondial   | 1:40"6'0 | 8      |
| 2   | Dave Chadwick  | MV Agusta |          | 6      |
| 3   | Tommy Robb     | NSU       |          | 4      |
| 4   | Bob Brown      | NSU       |          | 3      |
| 5   | David Andrews  | NSU       |          | 2      |
| 6   | Sammy Hodgins  | Velocette |          | 1      |

| Coureur           | Merk      | Oorzaak |
| ----------------- | --------- | ------- |
| Luigi Taveri      | MV Agusta |         |
| Sammy Miller      | Mondial   |         |
| Remo Venturi      | MV Agusta |         |
| Tarquinio Provini | Mondial   |         |

| Coureur             | Merk      | Oorzaak   |
| ------------------- | --------- | --------- |
| Carlo Ubbiali       | MV Agusta | Blessure  |
| Roberto Colombo (†) | MV Agusta | Overleden |

| Coureur            | Merk       |
| ------------------ | ---------- |
| František Bartoš   | ČZ         |
| František Šťastný  | Jawa       |
| Günter Beer        | Adler      |
| Helmut Hallmeier   | NSU        |
| Arthur Wheeler     | Moto Guzzi |
| John Hartle        | MV Agusta  |
| Alano Montanari    | Moto Guzzi |
| Enrico Lorenzetti  | Moto Guzzi |
| Fortunato Libanori | MV Agusta  |

### Top tien tussenstand 250cc-klasse
| Pos | Coureur                         | Merk            | Ptn     |
| --- | ------------------------------- | --------------- | ------- |
| 1   | Cecil Sandford (wereldkampioen) | Mondial         | 26 (30) |
| 2   | Sammy Miller                    | Mondial         | 12      |
| 3   | Roberto Colombo (†)             | MV Agusta       | 10      |
| 4   | Luigi Taveri                    | MV Agusta       | 8       |
| 4   | Carlo Ubbiali                   | MV Agusta       | 8       |
| 4   | Tarquinio Provini               | Mondial         | 8       |
| 4   | John Hartle                     | REG / MV Agusta | 8       |
| 8   | Dave Chadwick                   | MV Agusta       | 7       |
| 9   | František Bartoš                | ČZ              | 5       |
| 10  | Arthur Wheeler                  | Moto Guzzi      | 4       |
| 10  | Tommy Robb                      | NSU             | 4       |

## 125cc-klasse
Tarquinio Provini werd onderweg naar Ulster al wereldkampioen, want zijn laatste concurrent Carlo Ubbiali zat niet op de boot omdat hij geblesseerd was.
| Pos | Coureur           | Merk      | Tijd    | Punten |
| --- | ----------------- | --------- | ------- | ------ |
| 1   | Luigi Taveri      | MV Agusta | 56"43'0 | 8      |
| 2   | Tarquinio Provini | Mondial   |         | 6      |
| 3   | Remo Venturi      | MV Agusta |         | 4      |
| 4   | Dave Chadwick     | MV Agusta |         | 3      |
| 5   | Sammy Miller      | Mondial   |         | 2      |
| 6   | Bill Webster      | MV Agusta |         | 1      |

| Coureur             | Merk      | Oorzaak   |
| ------------------- | --------- | --------- |
| Carlo Ubbiali       | MV Agusta | Blessure  |
| Roberto Colombo (†) | MV Agusta | Overleden |

| Coureur            | Merk      |
| ------------------ | --------- |
| František Bartoš   | ČZ        |
| Ernst Degner       | MZ        |
| Horst Fügner       | MZ        |
| Bill Maddrick      | MV Agusta |
| Cecil Sandford     | Mondial   |
| Fortunato Libanori | MV Agusta |
| Guido Sala         | Mondial   |

### Top tien tussenstand 125cc-klasse
| Pos | Coureur                            | Merk      | Ptn     |
| --- | ---------------------------------- | --------- | ------- |
| 1   | Tarquinio Provini (wereldkampioen) | Mondial   | 30 (36) |
| 2   | Luigi Taveri                       | MV Agusta | 22 (24) |
| 3   | Carlo Ubbiali                      | MV Agusta | 14      |
| 4   | Roberto Colombo (†)                | MV Agusta | 11      |
| 5   | Cecil Sandford                     | Mondial   | 9       |
| 6   | Sammy Miller                       | Mondial   | 6       |
| 7   | Remo Venturi                       | MV Agusta | 4       |
| 8   | Horst Fügner                       | MZ        | 3       |
| 8   | František Bartoš                   | ČZ        | 3       |
| 8   | Bill Webster                       | MV Agusta | 3       |
| 8   | Dave Chadwick                      | MV Agusta | 3       |

1922 · 1923 · 1924 · 1925 · 1926 · 1927 · 1928 · 1929 · 1930 · 1931 · 1932 · 1933 · 1934 · 1935 · 1936 · 1937 · 1938 · 1939 · 1946 · 1947 · 1948 · 1949 · 1950 · 1951 · 1952 · 1953 · 1954 · 1955 · 1956 · 1957 · 1958 · 1959 · 1960 · 1961 · 1962 · 1963 · 1964 · 1965 · 1966 · 1967 · 1968 · 1969 · 1970 · 1971 · 1973 · 1974 · 1975 · 1976 · 1977 · 1978 · 1979 · 1980 · 1981 · 1982 · 1983 · 1984 · 1985 · 1986 · 1988 · 1989 · 1990 · 1991 · 1992 · 1993 · 1994 · 1995 · 1996 · 1997 · 1998 · 1999 · 2000 · 2001 · 2002 · 2003 · 2004 · 2005 · 2006 · 2007 · 2008 · 2009 · 2010 · 2011 · 2012 · 2013 · 2014 · 2015